# Annalen der Physik
Annalen der Physik er et videnskabeligt tidsskrift om fysik. Det har været udgivet siden 1799, og er dermed et af af de fysiktidsskrifter i verden. Det indeholder originale, fagfællebedømte artikler om eksperimental, teoretisk og matematisk fysik og relaterede forskningsområder. Den nuværende chefredaktør er Stefan Hildebrandt. Før 2008 var dets ISO 4-forkortelse Ann. Phys. (Leipzig), og siden 2008 har det været Ann. Phys. (Berl.).
Tidsskriftet er efterfølger til Journal der Physik der blev udgivet fra 1790-1794 og Neues Journal der Physik der blev udgivet fra 1795-1797. Tidsskriftet har i sin levetid været udgivet under en række navne; Annalen der Physik, Annalen der Physik und der physikalischen Chemie, Annalen der Physik und Chemie og Wiedemann's Annalen der Physik und Chemie.